# 腓力 (安提柯一世之子)
腓力（希臘語：Φιλιππoς , ??—前306年），是安提柯王朝國王安提柯一世的兒子，在前310年他父親派他率領一支軍隊討伐反叛的將軍菲尼克司（Phoenix），收復達達尼爾海峽周遭的城鎮。他於前306年死去，就在他父親正要去遠征托勒密埃及之時。

## 腳註
1. ↑   西西里的狄奧多羅斯, Bibliotheca, xx. 19
2. ↑   西西里的狄奧多羅斯., xx. 73

## 來源
- 威廉·史密斯，《希腊羅馬的神話和傳記辭典》 , "Philippus (17)", 波士頓, (1867)